# Darwinia thymoides
Darwinia thymoides là một loài thực vật có hoa trong Họ Đào kim nương. Loài này được (Lindl.) Benth. mô tả khoa học đầu tiên năm 1867.